# Felix III.

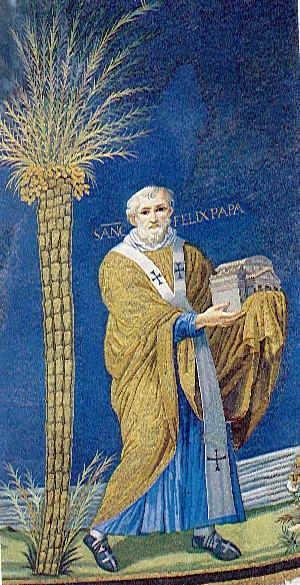
Mosaik des Felix III. (um 527–530 entstanden, später restauriert)

Felix III. (* in Samnium; † 530) war von 526 bis zu seinem Tode Bischof von Rom.
In der früher dominierenden Zählung, die seinen im 4. Jahrhundert regierenden Vorgänger Felix II. als rechtmäßigen Papst anerkennt, erscheint er als Felix IV. Manchmal wird er daher als „Felix III. (IV.)“ bzw. „Felix IV. (III.)“ bezeichnet.

## Leben
Felix stammte aus Samnium, wo er als Sohn eines gewissen Castorius geboren wurde. Nach dem Tode von Papst Johannes I., der vom König der Ostgoten, Theoderich, inhaftiert worden war, wurde er nach einer Sedisvakanz von zwei Monaten am 12. Juli gewählt. Theoderich hatte sich für seine Wahl eingesetzt; dies wird ein Grund dafür gewesen sein, dass sich Felix ostgotenfreundlich verhielt.
Felix verurteilte den Semipelagianismus und erhielt von der Synode von Orange 529 die Bestätigung seiner Haltung.
Felix versuchte, seinen eigenen Nachfolger zu designieren – Bonifatius II. Das zog jedoch eine Reaktion des Senats nach sich, der die Diskussion über den Nachfolger des Amtsinhabers zu dessen Lebzeiten verbot, ebenso die Annahme einer derartigen Nomination.
Die Mehrheit des Klerus wählte nach Felix’ Tod Dioskur, während eine Minderheit Bonifatius II. favorisierte. Das Schisma wurde durch den baldigen Tod Dioskurs beendet.

## Gedenken
Nicht gebotener katholischer Gedenktag ist der 1. März.